# Прието, Родриго
Родриго Прието (исп. Rodrigo Prieto; род. 23 ноября 1965, Мехико) — мексиканский кинооператор и режиссёр.

## Биография
Дед Родриго Прието был мэром Мехико и депутатом мексиканского парламента, но по политическим мотивам был вынужден эмигрировать в США — сначала в Техас, а потом в Лос-Анджелес. Отец Прието провёл значительную часть жизни в США, но затем женился и вернулся в Мексику, где и родился Родриго.
Прието начинал как оператор в Мексике. В конце 1990-х он стал известен у себя на родине, получив национальную кинопремию «Ариэль» в 1996 и 1999 годах. После фильма «Сука любовь» (2000) Алехандро Гонсалеса Иньярриту Прието получил приглашение в Голливуд.
Прието был оператором американских фильмов Гонсалеса Иньярриту («21 грамм» (2003) и «Вавилон» (2006)), а также его испано-мексиканской ленты «Бьютифул» (2010). Кроме того, в США он работал с такими режиссёрами, как Оливер Стоун, Энг Ли, Спайк Ли, в Европе — с Педро Альмодоваром (в фильме «Разомкнутые объятия»). За фильм Энга Ли «Горбатая гора» Прието номинировался в 2006 году на «Оскар», а за «Вожделение» того же режиссёра получил номинацию на «Независимый дух» и приз Венецианского фестиваля за лучшую операторскую работу.
Лауреат Vilcek Prize одноимённого фонда (2021).

## Фильмография
| Год  | Название                   | Ориг. название                  | Режиссёр                     | Примечания |
| ---- | -------------------------- | ------------------------------- | ---------------------------- | --- |
| 2024 | Педро Парамо               | Pedro Páramo                    | Родриго Прието               | Режиссёр, оператор (совместно с Нико Агиларом) |
| 2023 | Барби                      | Barbie                          | Грета Гервиг                 | |
| 2023 | Убийцы цветочной луны      | Killers of the Flower Moon      | Мартин Скорсезе              | |
| 2020 | Глории                     | The Glorias                     | Джули Теймор                 | |
| 2019 | Ирландец                   | The Irishman                    | Мартин Скорсезе              | Номинация — Премия «Оскар» за лучшую операторскую работу |
| 2017 | Интервью с Путиным         | The Putin Interviews            | Оливер Стоун                 | |
| 2016 | Пассажиры                  | Passengers                      | Мортен Тильдум               | |
| 2016 | Молчание                   | Silence                         | Мартин Скорсезе              | Номинация — Премия «Оскар» за лучшую операторскую работу Номинация — Премия Американского общества кинооператоров |
| 2014 | Местный                    | The Homesman                    | Томми Ли Джонс               | |
| 2013 | Волк с Уолл-стрит          | The Wolf of Wall Street         | Мартин Скорсезе              | |
| 2012 | Операция «Арго»            | Argo                            | Бен Аффлек                   | |
| 2011 | Мы купили зоопарк          | We Bought a Zoo                 | Кэмерон Кроу                 | |
| 2011 | Воды слонам!               | Water for Elephants             | Френсис Лоуренс              | |
| 2010 | Бьютифул                   | Biutiful                        | Алехандро Гонсалес Иньярриту | |
| 2010 | Уолл-стрит: Деньги не спят | Wall Street: Money Never Sleeps | Оливер Стоун                 | |
| 2009 | Разомкнутые объятия        | Los Abrazos Rotos               | Педро Альмодовар             | |
| 2009 | Большая игра               | State of Play                   | Кевин Макдональд             | |
| 2007 | Вожделение                 | Lust, Caution                   | Энг Ли                       | Золотая Озелла Венецианского кинофестиваля Номинация — Премия «Независимый дух» за лучшую операторскую работу |
| 2006 | Вавилон                    | Babel                           | Алехандро Гонсалес Иньярриту | Номинация — Премия BAFTA за лучшую операторскую работу Номинация — Премия OFCS за лучшую операторскую работу |
| 2005 | Горбатая гора              | Brokeback Mountain              | Энг Ли                       | Номинация — Премия «Оскар» за лучшую операторскую работу Номинация — Премия Американского общества кинооператоров Номинация — Премия BAFTA за лучшую операторскую работу Номинация — Премия OFCS за лучшую операторскую работу |
| 2004 | Александр                  | Alexander                       | Оливер Стоун                 | |
| 2003 | 21 грамм                   | 21 Grams                        | Алехандро Гонсалес Иньярриту | |
| 2003 | Команданте                 | Comandante                      | Оливер Стоун                 | |
| 2002 | 25-й час                   | 25th Hour                       | Спайк Ли                     | |
| 2002 | Восьмая миля               | 8 Mile                          | Кёртис Хэнсон                | |
| 2002 | Фрида                      | Frida                           | Джули Теймор                 | Номинация — Премия Американского общества кинооператоров |
| 2001 | Соблазн                    | Original Sin                    | Майкл Кристофер              | |
| 2000 | Сука любовь                | Amores Perros                   | Алехандро Гонсалес Иньярриту | |